# Karnali
Die Karnali (Nepali: कर्णाली Karṇālī [kʌrˈnɑːliː]) bezeichnet den Oberlauf der Ghaghara in Nepal.
Sie entsteht aus dem Zusammenfluss ihrer beiden Quellflüsse Humla Karnali (rechts) und Mugu Karnali (links). Der Hauptquellfluss, die Humla Karnali, entspringt im tibetischen Hochland in Tibet westlich des Rakshastal-Sees. Die Karnali durchbricht die dem Hauptkamm vorgelagerten Bergketten. Im Süden von Nepal wendet sie sich erst nach Südosten, vollführt anschließend eine scharfe Richtungsänderung und fließt kurz darauf wenige Kilometer weiter westlich in die entgegengesetzte Richtung nach Nordwesten. Die Karnali fließt nun ein Stück nach Westen und nimmt die Seti von rechts auf. Sie vollführt erneut einen scharfen Bogen nach links und fließt in südöstlicher Richtung. Sie nimmt die Bheri von rechts auf und durchschneidet anschließend den südlichsten Gebirgszug des Himalaya-Systems. Bevor der Fluss die Grenze nach Indien überquert, spaltet er sich in zwei Flussarme auf (Geruwa links und Kauriala rechts). Diese vereinigen sich wieder jenseits der Grenze. Ab da heißt der Fluss Ghaghara.